# Three Imaginary Boys
Three Imaginary Boys is het debuutalbum van de Britse new wave-/rockband The Cure. In de Verenigde Staten kwam het album later uit onder de titel Boys Don't Cry.

## Geschiedenis
Op dit album staat het enige Cure-nummer dat niet gezongen is door zanger Robert Smith. Het nummer Foxy Lady (een cover van het nummer van Jimi Hendrix wordt gezongen door bassist Michael Dempsey. Het nummer zou eigenlijk niet op het album moeten staan en is daarom van de lijst verwijderd op de Amerikaanse versie. De platenmaatschappij koos de nummers die op het album kwamen en bedacht en creëerde ook de hoes, zonder Smith daarbij te betrekken. Daarom wil Smith voortaan volledige zeggenschap over de creativiteit en inhoud van het eindproduct voor het klaar is.
Het album kreeg een heruitgave op 29 november 2004 in het Verenigd Koninkrijk en op 7 december in de VS. Op de tweede CD staat niet uitgebracht materiaal waaronder enkele nummers van "Easy Cure", de band voor The Cure. Er bestaat ook een versie met alleen de geremasterde nummers. Sommige boekjes uit de heruitgave ontbraken de teksten van de nummers en daarom stond het boekje online in PDF formaat op de website van The Cure.

## Nummers

### Originele uitgave 1979
De nummers zijn gemaakt door Michael Dempsey/Robert Smith/Lol Tolhurst
Kant A:
1. "10:15 Saturday Night"
2. "Accuracy"
3. "Grinding Halt"
4. "Another Day"
5. "Object"
6. "Subway Song"

Kant B:
1. "Foxy Lady"
2. "Meathook"
3. "So What"
4. "Fire in Cairo"
5. "It's Not You"
6. "Three Imaginary Boys"

Er stond een niet genoteerd, instrumentaal nummer op, "The Weedy Burton".

### Heruitgave Deluxe Editie 2004

#### Disc 1
Zie bovenstaande nummers + The Weedy Burton als 13de nummer.

#### Disc 2: Rarities 1977-1979
1. "I Want to Be Old" (Nog niet uitgebracht - sav studio demo oktober 1977)
2. "I'm Cold" (sav studio demo november 1977)
3. "Heroin Face" (live in The Rocket, Crawley december 1977)
4. "I Just Need Myself" (Nog niet uitgebracht - psl studio demo januari 1978)
5. "10:15 Saturday Night" (Robert Smith thuis demo februari 1978)
6. "The Cocktail Party" (Nog niet uitgebracht - groep huis demo maart 1978)
7. "Grinding Halt" (groep huis demo april 1978)
8. "Boys Don't Cry" (chestnut studio demo mei 1978)
9. "It's Not You" (chestnut studio demo mei 1978)
10. "10:15 Saturday Night" (chestnut studio demo mei 1978)
11. "Fire in Cairo" (chestnut studio demo mei 1978)
12. "Winter" (Nog niet uitgebracht - 'tib' studio out-take oktober 1978)
13. "Faded Smiles" (a.K.a. "I Don't Know") (Nog niet uitgebracht - 'tib' studio out-take oktober 1978)
14. "Play with Me" (Nog niet uitgebracht - 'TIB' studio out-take oktober 1978)
15. "World War" (op eerdere uitgaves van Boys Don't Cry)
16. "Boys Don't Cry" (op Boys Don't Cry)
17. "Jumping Someone Else's Train" (op Boys Don't Cry)
18. "Subway Song" (live in Nottingham oktober 1979)
19. "Accuracy" (live in Nottingham oktober 1979)
20. "10:15 Saturday Night" (live in Nottingham oktober 1979)

## Samenstelling
- Robert Smith - gitaar, zang, harmonica
- Laurence Tolhurst - drums
- Michael Dempsey - basgitaar

### Overig personeel
- Chris Parry - producent
- Mike Hedges - technicus
- Mike Dutton - assistent technicus
- Bill Smith - hoesontwerp

## Singles
- 1978 - "Killing an Arab" (B-kant: "10:15 Saturday Night")
- 1979 - "Boys Don't Cry" (B-kant: "Plastic Passion")
- 1979 - "Jumping Someone Else's Train" (B-kant: "I’m Cold")